# 能楽師
能楽師（のうがくし）は、職業的に能楽を演じる人。

## 概要
能楽師には、シテ方、ワキ方、狂言方、囃子方（笛方・小鼓方・大鼓方・太鼓方）という職掌があり、各方はそれぞれに流儀がある。また、特にワキ方・狂言方・囃子方を総称して三役ともいう。これらの職能区分は厳格に守られており、他の職掌を兼務することはない。
「狂言師」という呼称が「能楽師」と並列して使われることもあるが、元来、狂言は能楽の一分野であるので、歴史的にも現実的にも「狂言方の能楽師」とする理解の方が一般的であり、能楽協会の会員名簿において「狂言方能楽師」という扱いであるのはその例である。
能楽の玄人の資格は各流儀によってまちまちであるが、現代においては各流儀とも玄人として承認した者は能楽協会に登録するという申し合わせがあり、原則的には能楽協会会員をもって職業として能楽を行う者ということができる。
能楽協会においては、正会員は能楽師であることが明記されている。そして、能楽は重要無形文化財であり、存命の人物については、総合認定の技能保持者（当該芸能を高度に体現する者）である社団法人日本能楽会会員をもって技量の目安とすることで差し支えない。若手については、重要無形文化財能楽の保持者と認定されず日本能楽会への入会を許されていないが、それは修行中ということである。
それ以外にも、名誉師範（シテ方観世流）や教授嘱託（シテ方宝生流）など、流儀から一定の免状を受け、素人への謡曲教授などを行っている人々もいるが、重要無形文化財である能楽を演じる得る技能を有している者、及び能楽協会正会員の能楽師には区分されない。

## 能楽師一覧

### あ行
- 青木道喜
- 浅見真州
- 網谷正美
- 和泉元秀
- 今井清隆
- 石田幸雄
- 馬野正基
- 梅津只圓
- 梅若基徳
- 梅若六郎 (56世)
- 梅若恭行
- 梅若万三郎 (2世)
- 梅若吉之丞 (5世)
- 梅若六郎 (55世)
- 大槻文蔵
- 大槻裕一
- 大島衣恵
- 大島政允
- 大藏基誠
- 大倉正之助

### か行
- 筧鉱一
- 片山九郎右衛門 (10世)
- 片山博通
- 片山幽雪
- 亀井忠雄
- 観世喜正
- 観世雅雪
- 観世華雪
- 観世元信
- 観世元正
- 観世元滋
- 観世栄夫
- 観世清和
- 観世銕之亟 (8世)
- 喜多実
- 喜多六平太 (14世)
- 喜多六平太 (16世)
- 木村正雄
- 幸祥光
- 後藤得三
- 金剛巌
- 金剛龍謹
- 金剛右京
- 金剛謹之助
- 近藤乾三
- 近藤乾之助
- 金春欣三
- 金春栄治郎
- 金春安明
- 金春信高
- 金春八条
- 金春晃実
- 金春穂高
- 金春飛翔
- 金春憲和
- 金春嘉織

### さ行
- 坂井音重
- 坂口貴信
- 佐久間二郎
- 櫻間弓川
- 櫻間道雄
- 佐々木千吉
- 佐藤俊之
- 茂山千之丞
- 茂山逸平
- 茂山宗彦
- 関根祥六

### た行
- 高橋進
- 高橋汎
- 高橋忍
- 鷹尾祥史
- 鷹尾維教
- 高安勝久
- 津村禮次郎
- 津村紀三子
- 豊嶋弥左衛門
- 友枝昭世

### な行
- 成田達志
- 野口兼資
- 野村万之介
- 野村万之丞 (5世)
- 野村万造 (5世)
- 野村万蔵 (7世)
- 野村万蔵 (9世)
- 野村万禄
- 野村萬斎
- 野村四郎
- 野村又三郎
- 野村又三郎 (14世)

### は行
- 橋岡久太郎
- 林本大
- 藤田大五郎
- 福王茂十郎
- 福王和幸
- 宝生九郎重英
- 宝生九郎知栄
- 宝生閑
- 宝生弥一
- 宝生新
- 福井四郎兵衛

### ま行
- 松本金太郎
- 松本惠雄
- 松本長
- 松本謙三
- 三川泉
- 三宅右近
- 森晴蔵

### や・ら・わ行
- 安田登
- 山本哲也
- 山田純夫
- 山本勝一
- 山本孝
- 山本麗晃

## 表彰

### 文化勲章受章者
- 梅若万三郎（初世）（帝国芸術院会員）
- 喜多六平太（日本芸術院会員、人間国宝）

### 文化功労者
- 近藤乾三
- 藤田大五郎（芸術院会員、人間国宝）
- 片山九郎右衛門（芸術院会員、人間国宝）
- 宝生閑（芸術院会員、人間国宝）
- 大槻文蔵
- 福王茂十郎

### 日本芸術院会員
- 宝生新
- 野口兼資
- 観世華雪
- 梅若実（2世）
- 櫻間弓川
- 宝生九郎重英
- 橋岡久太郎
- 五十五世梅若六郎
- 喜多実
- 宝生弥一

## 注
1. ↑  能楽協会について｜能楽協会
2. ↑  無形文化財｜文化庁
3. ↑  能楽用語辞典｜the能ドットコム